# 2002 في البرازيل
فيما يلي قوائم الأحداث التي وقعت خلال عام 2002 في البرازيل.

## رياضة
- 1 يناير – الدوري البرازيلي لكرة القدم 2002
- 31 مارس – جائزة البرازيل الكبرى 2002 الفائز مايكل شوماخر.

## أفلام
من الأفلام التي صدرت هذه السنة في البرازيل:
- 18 مايو – مدينة الرب من إخراج فرناندو ميريليس، كاتيا لوند.
- 6 سبتمبر – خلف الشمس من إخراج والتر سالس.

## برامج ومسلسلات وأنمي
- جاد

## وفيات

### يناير
- 1 يناير – بيرز كونستانتينو (مواليد 1929) لاعب كرة قدم برازيلي.
- 20 يناير – فافا (مواليد 1934) لاعب كرة قدم برازيلي.

### فبراير
- 8 فبراير – زيزينيو (مواليد 1921) لاعب كرة قدم برازيلي.

### يوليو
- 17 يوليو – أوبيراتان بيريرا ماسييل (مواليد 1944) لاعب كرة سلة برازيلي.

### سبتمبر
- 17 سبتمبر – إيفالدو ألفيز دي سانتا روزا (مواليد 1934) لاعب كرة قدم برازيلي.
- 18 سبتمبر – ماورو راموس (مواليد 1930) لاعب كرة قدم برازيلي.

### ديسمبر
- 13 ديسمبر – رونالد بارنز (مواليد 1941) لاعب كرة مضرب برازيلي.